# Шилдс (округ Маркетт, Вісконсин)
Шилдс (англ. Shields) — місто (англ. town) в США, в окрузі Маркетт штату Вісконсин. Населення — 585 осіб (2020).

## Демографія
Згідно з переписом 2010 року, у місті мешкало 550 осіб у 248 домогосподарствах у складі 165 родин. Було 352 помешкання
Расовий склад населення:
| - 99,5 % — білих - 0,2 % — корінних американців - 0,2 % — азіатів |

До двох чи більше рас належало 0,2 %. Частка іспаномовних становила 0,7 % від усіх жителів.
За віковим діапазоном населення розподілялося таким чином: 14,7 % — особи молодші 18 років, 58,9 % — особи у віці 18—64 років, 26,4 % — особи у віці 65 років та старші. Медіана віку мешканця становила 51,2 року. На 100 осіб жіночої статі у місті припадало 112,4 чоловіків;  на 100 жінок у віці від 18 років та старших — 115,1 чоловіків також старших 18 років.
Середній дохід на одне домашнє господарство  становив 50 141 долар США (медіана — 47 969), а середній дохід на одну сім'ю — 69 002 долари (медіана — 58 750). Медіана доходів становила 31 667 доларів для чоловіків та 29 750 доларів для жінок. За межею бідності перебувало 5,9 % осіб, у тому числі 2,3 % дітей у віці до 18 років та 13,3 % осіб у віці 65 років та старших.
Цивільне працевлаштоване населення становило 257 осіб. Основні галузі зайнятості: виробництво — 25,7 %, освіта, охорона здоров'я та соціальна допомога — 14,0 %, будівництво — 12,1 %, мистецтво, розваги та відпочинок — 11,7 %.